# The Naked Gun (filmserie)
The Naked Gun is een Amerikaanse filmserie oorspronkelijk bestaande uit drie films. De oorspronkelijke trilogie werd gemaakt van 1988 t/m 1994. In de zomer van 2025 staat de filmserie uitgebreid te worden met een vierde deel. De filmserie is gebaseerd op de niet zo populaire Amerikaanse ABC-cultserie Police Squad! uit 1982.

## Achtergrond
De titel van de filmserie is een parodie op The Nude Bomb, een andere film die ontstaan is uit een satirische televisieserie (Get Smart). De films worden gekenmerkt door slapstick humor en situaties die elkaar in hoog tempo opvolgen. Verder zitten er veel visuele grappen en woordgrappen in.
Het succes van de films was veel groter dan die van de serie. De films worden gekenmerkt door absurde humor. Dit wordt al duidelijk in de titels van de vervolgverhalen, namelijk: "The Naked Gun 2½" en "Naked Gun 33⅓". Het idee om vervolgverhalen uit te buiten tot het uiterste wordt op deze manier in een belachelijke context weergegeven.

## Films
- The Naked Gun: From the Files of Police Squad! (1988)

Nadat zijn collega Nordberg wordt neergeschoten bij een onderzoek naar de smokkelaar Ludwig, neem Frank Drebin de zaak over. Hij ontdekt een complot om de Koningin van Engeland te vermoorden.
- The Naked Gun 2½: The Smell of Fear (1991)

Dr. Albert Meinheimer, een geleerde die op het punt staat zijn plannen voor schonere brandstoffen te presenteren, wordt ontvoerd door de industrieel Quentin. Frank moet hem opsporen.
- Naked Gun 33⅓: The Final Insult (1994)

De inmiddels gepensioneerde Frank Drebin wordt gevraagd voor een undercover missie in een gevangenis. Hij raakt betrokken bij een aantal criminelen die een aanslag willen plegen bij de aankomende Academy Award uitreikingen.
- The Naked Gun (2025)

De film volgt Frank Drebin jr., de zoon van Frenk Drebin uit de eerste drie films, terwijl hij op net zo'n knullige wijze de voetstappen van zijn vader probeert op te volgen.

## Personages
Veel personages uit de serie Police Squad! kwamen weer terug in de films, maar werden bijna allemaal door andere acteurs gespeeld. Ook kwamen er een paar nieuwe personages bij.
- Luitenant Frank Drebin (Leslie Nielsen) - De serieuze, maar ongelofelijk domme detective luitenant Frank Drebin weet zelf niet hoe dom hij is. Hij wordt ondanks zijn domheid steeds weer gevraagd om politiezaken op te lossen.
- Ed Hocken (George Kennedy) - De slimmere van de drie agenten. Staat Frank altijd bij in voor- en tegenspoed en steunt hem als hij weer eens liefdesverdriet heeft.
- Nordberg (O. J. Simpson) - Nordberg, een redelijk domme agent, is in het eerste deel dan wel niet werkzaam door een aanslag die op hem gepleegd is, maar werkt in de andere twee delen wel mee. Is niet een al te grote aanwinst voor Police Squad, maar doet wel z'n best.
- Jane Spencer (Priscilla Presley (de ex-vrouw van Elvis Presley) - Is de vriendin van Frank. Heeft wel vaak ruzie met Frank (en vice versa) maar kan daar vaak niets aan doen. Ze is zijn tegenspeelster en komt in vrijwel elke Naked Gun-film in aanraking met de 'boeven'.

## Makers
Het eerste deel werd geschreven door David Zucker, Jim Abrahams, Pat Proft en Jerry Zucker en geregisseerd door David Zucker. Het tweede deel werd geschreven door David Zucker en Pat Proft en wederom geregisseerd door David Zucker. Het laatste deel werd geschreven door David Zucker, Pat Proft en Robert LoCash en geregisseerd door Peter Segal.

## Trivia
- De verhalen rondom Frank Drebin spelen zich in verschillende steden af. De serie Police Squad speelt zich af in Chicago, de eerste en de derde Naked Gun-film in Los Angeles en de tweede film in Washington D.C..